# Nati nel 1948/Settembre
| Questa pagina contiene informazioni ricavate automaticamente dalle voci biografiche con l'ausilio del template Bio e di un bot. L'aggiornamento è periodico e automatico e ricostruisce completamente la pagina. Se manca una persona in questa lista, sei pregato di non aggiungerla, ma accertati piuttosto che la sua voce biografica contenga il template Bio e che i dati anagrafici siano correttamente compilati. Se il template Bio manca, inseriscilo tu stesso o, in alternativa, metti l'avviso {{tmp\|Bio}} che ne segnala la mancanza. Se i dati riportati sono sbagliati, correggi direttamente la voce biografica; le modifiche saranno visibili in questa lista entro pochi giorni. Per chiarimenti vedi il progetto biografie. La lista contiene solo le 241 persone che sono citate nell'enciclopedia e per le quali è stato implementato correttamente il template Bio. Pagina aggiornata al 18 ago 2025. |

- 1º settembre - Aliza Adar, attrice marocchina
- 1º settembre - Bernard Ardura, presbitero francese
- 1º settembre - Sergio Chiamparino, politico italiano
- 1º settembre - Ioan Dumitru Denciu, scrittore rumeno
- 1º settembre - Stein Karlsen, ex calciatore norvegese
- 1º settembre - Birthe Kjær, cantante danese
- 1º settembre - Andrea Bruno Mazzocato, arcivescovo cattolico italiano
- 1º settembre - James Rebhorn, attore statunitense († 2014)
- 1º settembre - Lio Scheggi, politico italiano
- 1º settembre - Itzhak Shum, allenatore di calcio e ex calciatore israeliano
- 1º settembre - Erv Staggs, cestista statunitense († 2012)
- 1º settembre - Daniela Valentini, politica italiana
- 1º settembre - Józef Mirosław Życiński, arcivescovo cattolico polacco († 2011)
- 2 settembre - Nate Archibald, ex cestista e allenatore di pallacanestro statunitense
- 2 settembre - Terry Bradshaw, ex giocatore di football americano e attore statunitense
- 2 settembre - Yaakov Litzman, politico e rabbino israeliano
- 2 settembre - Christa McAuliffe, insegnante statunitense († 1986)
- 2 settembre - Adriano Novellini, ex calciatore italiano
- 3 settembre - Don Brewer, batterista statunitense
- 3 settembre - Éva Darlan, attrice francese
- 3 settembre - Jacques Esclassan, ex ciclista su strada francese
- 3 settembre - Ronald Woodson Harris, ex pugile statunitense
- 3 settembre - Ljudmila Georgievna Karačkina, astronoma sovietica
- 3 settembre - Fotis Kouvelis, politico greco
- 3 settembre - Viktor Mjasnikov, ex ostacolista sovietico
- 3 settembre - Levy Mwanawasa, politico zambiano († 2008)
- 4 settembre - Michael Berryman, attore statunitense
- 4 settembre - Stefania Casini, attrice, giornalista e regista italiana
- 4 settembre - Giuseppe Lazzarini, politico italiano
- 4 settembre - Anders Åberg, attore svedese († 2020)
- 5 settembre - Benita Ferrero-Waldner, politica e diplomatica austriaca
- 5 settembre - Derek Jefferson, ex calciatore inglese
- 5 settembre - Luigi Musini, produttore cinematografico italiano
- 5 settembre - Pavel Nový, attore ceco
- 5 settembre - Scott H. Reiniger, attore statunitense
- 5 settembre - Lydie Salvayre, scrittrice francese
- 5 settembre - Pietro Vigorelli, medico e psicoterapeuta italiano
- 5 settembre - Jim White, giocatore di football americano statunitense († 1981)
- 6 settembre - Karlos Arguiñano, cuoco spagnolo
- 6 settembre - Pedro María Artola, ex calciatore spagnolo
- 6 settembre - Susan Blakely, attrice statunitense
- 6 settembre - Masna Bolkiah, principessa e funzionaria bruneiana
- 6 settembre - Giuseppe Consolo, politico italiano († 2024)
- 6 settembre - Alfonso Gialdini, scultore e ingegnere italiano
- 6 settembre - Csaba Hegedűs, ex lottatore ungherese
- 6 settembre - Werner Schwärzel, pilota motociclistico tedesco
- 7 settembre - John Brockington, giocatore di football americano statunitense († 2023)
- 7 settembre - Géza Gallos, calciatore austriaco († 2013)
- 7 settembre - Linda Lanzillotta, politica e funzionaria italiana
- 7 settembre - Aleksej Šumakov, ex lottatore sovietico
- 8 settembre - Lynn Abbey, scrittrice statunitense
- 8 settembre - The Great Kabuki, ex wrestler giapponese
- 8 settembre - Tibor Maracskó, ex pentatleta ungherese
- 8 settembre - Davide Mengacci, conduttore televisivo italiano
- 8 settembre - Jean-Pierre Monseré, ciclista su strada e pistard belga († 1971)
- 8 settembre - Philip Naameh, arcivescovo cattolico ghanese
- 9 settembre - Dean Harrington, attore, doppiatore e stuntman statunitense
- 9 settembre - Pamela Des Barres, scrittrice statunitense
- 9 settembre - Serena Tamburini, musicista e compositrice italiana
- 10 settembre - Mario Bonsignore, ex politico italiano
- 10 settembre - Samuel Campis, ex cestista messicano
- 10 settembre - Piero Fraccapani, ex calciatore italiano
- 10 settembre - Tony Gatlif, regista, sceneggiatore e compositore francese
- 10 settembre - Judy Geeson, attrice britannica
- 10 settembre - Mikheil Korkia, cestista e allenatore di pallacanestro sovietico († 2004)
- 10 settembre - Bob Lanier, cestista e allenatore di pallacanestro statunitense († 2022)
- 10 settembre - Miguel Maliszewski, ex calciatore argentino
- 10 settembre - Reiko Oshida, attrice e cantante giapponese
- 10 settembre - Ted Poe, politico statunitense
- 10 settembre - Paolo Pombeni, storico, politologo e editorialista italiano
- 10 settembre - Charles Simonyi, informatico e astronauta ungherese
- 10 settembre - Willie Sojourner, cestista statunitense († 2005)
- 11 settembre - Phillip Alford, attore statunitense
- 11 settembre - Roberto Carifi, poeta, traduttore e filosofo italiano
- 11 settembre - Jon Lukas, cantante e musicista maltese († 2021)
- 11 settembre - John Martyn, cantautore e chitarrista scozzese († 2009)
- 11 settembre - Gianni Oliva, filologo e storico della letteratura italiano
- 11 settembre - Mike Price, ex cestista statunitense
- 11 settembre - Sergio Roda, storico italiano
- 11 settembre - Daniela Samuele, nuotatrice italiana († 1966)
- 12 settembre - Stefano D'Orazio, batterista, paroliere e cantante italiano († 2020)
- 12 settembre - Kenny Davis, ex cestista statunitense
- 12 settembre - Henrietta H. Fore, funzionaria statunitense
- 12 settembre - Erzsébet Rajki, ex cestista ungherese
- 12 settembre - Jean-Louis Schlesser, pilota automobilistico francese
- 12 settembre - Steve Turre, trombonista e compositore statunitense
- 12 settembre - Abdulqawi Ahmed Yusuf, avvocato e giudice somalo
- 13 settembre - Nell Carter, cantante e attrice statunitense († 2003)
- 13 settembre - Piero Cassano, compositore, editore e cantante italiano
- 13 settembre - Carla Cestari, farmacista italiana
- 13 settembre - Clyde Kusatsu, attore statunitense
- 13 settembre - Kathleen Lloyd, attrice statunitense
- 13 settembre - Dimitrios Nanopoulos, fisico greco
- 13 settembre - Curtis Perry, ex cestista statunitense
- 13 settembre - Sitiveni Rabuka, generale e politico figiano
- 14 settembre - Vincenzo Aita, politico italiano
- 14 settembre - Mario Conde, banchiere, avvocato e politico spagnolo
- 14 settembre - Michael W. Doyle, politologo statunitense
- 14 settembre - Goh Choo San, ballerino e coreografo cinese († 1987)
- 14 settembre - Carlo Parri, scrittore italiano
- 14 settembre - Robert Buford Pippin, filosofo statunitense
- 14 settembre - Fred Smith, chitarrista e bassista statunitense († 1994)
- 14 settembre - Robert Taylor, velocista statunitense († 2007)
- 15 settembre - Patricio Crespo, imprenditore, dirigente d'azienda e politico cileno
- 15 settembre - Daniel Goens, ex pistard belga
- 15 settembre - Yolanda Kakabadse, politica e ambientalista ecuadoriana
- 15 settembre - Horacio López Salgado, ex calciatore messicano
- 15 settembre - D. J. Waldie, scrittore, saggista e storico dell'architettura statunitense
- 16 settembre - Adriano Carnevali, fumettista, enigmista e autore di giochi italiano
- 16 settembre - Rosie Casals, ex tennista statunitense
- 16 settembre - Gianni D'Errico, cantautore italiano († 1975)
- 16 settembre - Julia Donaldson, scrittrice e drammaturga britannica
- 16 settembre - Juan Fernández Vilela, calciatore spagnolo
- 16 settembre - Nicole Jamet, attrice e sceneggiatrice francese
- 16 settembre - Kenney Jones, batterista britannico
- 16 settembre - Arthur Schnabel, judoka tedesco († 2018)
- 16 settembre - Michael William Warfel, vescovo cattolico statunitense
- 17 settembre - Francesco Giangrandi, politico italiano
- 17 settembre - Kiril Milanov, calciatore bulgaro († 2011)
- 17 settembre - Kemal Monteno, cantautore e paroliere jugoslavo († 2015)
- 17 settembre - Oscar Righetti, calciatore italiano († 2006)
- 17 settembre - John Ritter, attore statunitense († 2003)
- 17 settembre - Tee Scott, disc jockey e produttore discografico statunitense († 1995)
- 17 settembre - Ettore Setten, imprenditore e dirigente sportivo italiano
- 17 settembre - Claudio Strinati, storico dell'arte, conduttore televisivo e dirigente pubblico italiano
- 17 settembre - Silvano Vinceti, scrittore, saggista e politico italiano
- 17 settembre - Pedro Morenés, politico spagnolo
- 18 settembre - Franco Bernabè, banchiere, dirigente d'azienda e dirigente pubblico italiano
- 18 settembre - Domenico Gennaro, attore italiano
- 18 settembre - Geir Karlsen, calciatore norvegese († 2024)
- 18 settembre - Simon Mawer, scrittore e insegnante britannico († 2025)
- 19 settembre - Serge Adda, autore televisivo e produttore televisivo tunisino († 2004)
- 19 settembre - Jim Ard, ex cestista statunitense
- 19 settembre - Tetjana Dev"jatova, ex nuotatrice sovietica
- 19 settembre - Mychajlo Fomenko, calciatore e allenatore di calcio sovietico († 2024)
- 19 settembre - Jan Hoag, attrice statunitense
- 19 settembre - Jeremy Irons, attore britannico
- 19 settembre - Vladimir Kanygin, sollevatore sovietico († 1990)
- 19 settembre - Josip Leko, politico croato
- 19 settembre - François Menant, storico francese († 2022)
- 19 settembre - Jacek Saryusz-Wolski, politico e diplomatico polacco
- 19 settembre - Nadežda Tkačenko, ex multiplista sovietica
- 20 settembre - Casey Bahr, ex calciatore statunitense
- 20 settembre - Mahesh Bhatt, regista, sceneggiatore e produttore cinematografico indiano
- 20 settembre - Joanna Cameron, attrice statunitense († 2021)
- 20 settembre - Leonard Crofoot, attore statunitense
- 20 settembre - Pierluigi Frosio, calciatore, allenatore di calcio e dirigente sportivo italiano († 2022)
- 20 settembre - Jurij Kozin, ex sollevatore sovietico
- 20 settembre - Frank Richard George Lampard, ex calciatore inglese
- 20 settembre - Victoria Mallory, attrice e cantante statunitense († 2014)
- 20 settembre - George R. R. Martin, scrittore, sceneggiatore e produttore televisivo statunitense
- 20 settembre - Mariano Martínez, ex ciclista su strada spagnolo
- 20 settembre - Chuck Panozzo, bassista, chitarrista e compositore statunitense
- 20 settembre - John Panozzo, batterista e compositore statunitense († 1996)
- 20 settembre - Jozef Rydlo, politico slovacco
- 20 settembre - Usaia Sotutu, ex mezzofondista e siepista figiano
- 21 settembre - Rebecca Balding, attrice statunitense († 2022)
- 21 settembre - Katalin Baricz, fotografa ungherese
- 21 settembre - Buzz Demling, ex calciatore statunitense
- 21 settembre - Jonathan Hyde, attore australiano
- 21 settembre - Eugenio Melandri, politico e presbitero italiano († 2019)
- 21 settembre - Francesco Moro, politico italiano
- 21 settembre - Ida Travi, poetessa italiana
- 21 settembre - Herbert Wagner, ex politico tedesco
- 21 settembre - Jana Zoubková, ex cestista cecoslovacca
- 21 settembre - Johan Zuidema, ex calciatore olandese
- 22 settembre - Lorenzo Alessandri, attore italiano
- 22 settembre - Jim Byrnes, musicista e attore statunitense
- 22 settembre - John Caird, regista teatrale britannico
- 22 settembre - Bill Orton, politico statunitense († 2009)
- 22 settembre - Mark Phillips, cavaliere e ex atleta britannico
- 22 settembre - Sergio Reggiani, allenatore di calcio e ex calciatore italiano
- 22 settembre - Neftalí Rivera, cestista portoricano († 2017)
- 22 settembre - Tomasz Tybinkowski, cestista polacco († 2007)
- 23 settembre - Valerio Bettoni, politico italiano
- 23 settembre - Jimmy Briffa, ex calciatore maltese
- 23 settembre - Gaston Gambor, cestista centrafricano († 2019)
- 23 settembre - Mirosław Justek, calciatore polacco († 1998)
- 23 settembre - José Lavat, doppiatore messicano († 2018)
- 23 settembre - Al Lawson, politico statunitense
- 23 settembre - Vera Nikolić, mezzofondista jugoslava († 2021)
- 23 settembre - Dan Toler, chitarrista statunitense († 2013)
- 24 settembre - Gordon Clapp, attore statunitense
- 24 settembre - Daniele Giancane, poeta, pedagogista e scrittore italiano
- 24 settembre - Phil Hartman, attore, comico e doppiatore canadese († 1998)
- 24 settembre - Gerardo Melgar Viciosa, vescovo cattolico spagnolo
- 24 settembre - José Navarro, ex calciatore peruviano
- 24 settembre - Jaume Sisa, cantautore spagnolo
- 25 settembre - Colleen Atwood, costumista statunitense
- 25 settembre - Ştefan Birtalan, pallamanista rumeno († 2024)
- 25 settembre - Mark Benedict Coleridge, arcivescovo cattolico australiano
- 25 settembre - Mimi Kennedy, attrice e attivista statunitense
- 25 settembre - Jens Nilsson, politico svedese († 2018)
- 25 settembre - Charles de Gaulle, avvocato e politico francese
- 26 settembre - Ben Brewster, ex calciatore statunitense
- 26 settembre - Giōrgos Delīgiannīs, ex calciatore greco
- 26 settembre - John Foxx, cantante, musicista e fotografo britannico
- 26 settembre - Maurizio Gucci, imprenditore italiano († 1995)
- 26 settembre - Marcello Lazzati, politico italiano
- 26 settembre - Lorenzo Moretta, medico italiano
- 26 settembre - Olivia Newton-John, cantante e attrice britannica († 2022)
- 26 settembre - Tiran Porter, bassista, chitarrista e compositore statunitense
- 26 settembre - Vladimír Remek, cosmonauta, politico e diplomatico ceco
- 26 settembre - Matteo Santucci, calciatore italiano († 2006)
- 26 settembre - Stuart Tosh, batterista e cantante scozzese
- 26 settembre - Arnie Zane, ballerino, coreografo e fotografo statunitense († 1988)
- 27 settembre - Tom Braidwood, attore canadese
- 27 settembre - Giorgio Cremaschi, sindacalista, politico e saggista italiano
- 27 settembre - Michele Dotrice, attrice britannica
- 27 settembre - Cesare Ferrario, attore, sceneggiatore e regista italiano
- 27 settembre - Santiago Lanzuela, politico e economista spagnolo († 2020)
- 27 settembre - A Martinez, attore e cantante statunitense
- 27 settembre - Franco Montagna, matematico e logico italiano († 2015)
- 28 settembre - Giancarlo Maria Bregantini, arcivescovo cattolico italiano
- 28 settembre - Brent Carter, giocatore di poker statunitense
- 28 settembre - Fabrizio Fabbri, dirigente sportivo e ciclista su strada italiano († 2019)
- 28 settembre - Jacques Fontanille, docente francese
- 28 settembre - Barry Gibbs, ex hockeista su ghiaccio canadese
- 28 settembre - Heinz Meier, bobbista svizzero
- 28 settembre - Melissa, cantante e attrice italiana
- 28 settembre - Anna Santoliquido, poetessa, scrittrice e saggista italiana
- 28 settembre - Giovanni Tria, economista e politico italiano
- 28 settembre - Danny Weis, chitarrista e compositore statunitense
- 28 settembre - Odile de Roubin, ex tennista francese
- 29 settembre - Regina Alcóver, attrice peruviana
- 29 settembre - Vic Bartolome, ex cestista statunitense
- 29 settembre - Mark Farner, cantante, chitarrista e compositore statunitense
- 29 settembre - John French, musicista statunitense
- 29 settembre - Piet Hein Hoebens, giornalista olandese († 1984)
- 29 settembre - Theo Jörgensmann, clarinettista e compositore tedesco
- 29 settembre - Viktor Krovopuskov, ex schermidore sovietico
- 29 settembre - John McHugh, politico statunitense
- 29 settembre - Renato Pigliacampo, scrittore, poeta e pedagogista italiano († 2015)
- 29 settembre - Mike Pinera, chitarrista statunitense († 2024)
- 29 settembre - Agostino Racalbuto, psicoanalista italiano († 2005)
- 30 settembre - Herman Blaschke, calciatore sudafricano († 2016)
- 30 settembre - Astrit Dakli, giornalista italiano († 2016)
- 30 settembre - Claudio Mellana, umorista italiano
- 30 settembre - Semiramis Pekkan, attrice e cantante turca
- 30 settembre - Raúl Reyes, politico e guerrigliero colombiano († 2008)
- 30 settembre - Harald Schütze, calciatore tedesco orientale († 2016)